# 居默里
居默里（法語：Gumery）是法国奥布省的一个市镇，位于该省西北部，属于塞纳河畔诺让区。该市镇的总面积为10.92平方公里，2009年时的人口为233人。

## 人口
居默里人口变化图示
| 数据来源：INSEE |